# Sydney Convention and Exhibition Centre
Le Sydney Convention and Exhibition Centre est un centre de convention à Sydney en Australie.

## Faits marquants
Inauguré en 1998, ce centre a notamment accueilli les épreuves de boxe aux Jeux olympiques d'été de 2000. Il a été démoli en 2013.